# Wild Love
Wild Love, född 22 april 2014, är en svensk varmblodig travhäst. Hon tränas av sin ägare Bengt Simberg och körs av Kevin Oscarsson i Sverige. Under en tid i Frankrike 2021 tränades hon av Anders Lindqvist, och kördes då oftast av Alexis Prat.
Wild Love började tävla i maj 2017 och tog första segern i den tredje starten. Hon har till januari 2022 sprungit in 5,2 miljoner kronor på 96 starter varav 24 segrar, 9 andraplatser och 14 tredjeplatser. Hon har tagit karriärens hittills största seger i Harper Hanovers Lopp (2021). Hon har även segrat i Prix du Cantal (2021), Prix de Pierrefitte-sur-Seine (2021) och Prix de la Lorraine (2021) samt kommit på andraplats i Sto-SM (2020) och Jämtlands Stora Pris (2021).
När hon segrade i Harper Hanovers Lopp under Elitloppshelgen 2021 gjorde hon detta på tangerat världsrekord med tiden 1.11,9 över lång distans.

## Karriär
Wild Love började tävla 2017, då 3 år gammal. Hon debuterade på tävlingsbanan den 15 maj 2017 i ett lopp på Halmstadtravet där hon diskvalificerades för att ha galopperat. Hon tog sin första seger i den tredje starten, den 14 december 2017 i ett lopp på Åbytravet.
Fram till slutet av 2020 tränades hon av sin ägare Bengt Simberg, verksam vid Halmstadtravet. I början av 2021 flyttade hon till Anders Lindqvist i Frankrike där hon fick stora framgångar med segrar i loppen Prix du Cantal, Prix de Pierrefitte-sur-Seine och Prix de la Lorraine under våren 2021.
Då Wild Love segrade i Harper Hanovers Lopp under Elitloppshelgen 2021 på tiden 1.11,9, var det nytt världsrekord för äldre ston och tangerat världsrekord över distansen. Tränare Anders Lindqvist sa att man nu siktar mot att starta Wild Love i Prix d'Amérique. Lindqvist drog även paralleller med Wild Love och sin tidigare stjärnhäst Activity. Nästa start blev Jämtlands Stora Pris den 12 juni 2021, där hon kom på andraplats och slog bland annat Hail Mary.

## Statistik
| Statistik för Wild Love (Ref.) | Statistik för Wild Love (Ref.) | Statistik för Wild Love (Ref.) | Statistik för Wild Love (Ref.) | Statistik för Wild Love (Ref.) | Statistik för Wild Love (Ref.) |
| ------------------------------ | ------------------------------ | ------------------------------ | ------------------------------ | ------------------------------ | ------------------------------ |
| Starter                        | Placeringar                    | Startprissumma                 | Segerprocent                   | Platsprocent                   | Rekord                         |
| 96                             | 24-9-14                        | 5 218 061 kr                   | 25 %                           | 49 %                           | 09,9ak, 11,4am, 11,9al         |